# ۴-فنیل-۴-(۱-پیپریدینیل) سیکلوهگزانول
۴-فنیل-۴-(۱-پیپریدینیل) سیکلوهگزانول (به انگلیسی: 4-Phenyl-4-(1-piperidinyl)cyclohexanol) با فرمول شیمیایی C۱۷H۲۵NO یک ترکیب شیمیایی با شناسه پاب‌کم ۱۶۲۱۷۱ است. که جرم مولی آن ۲۵۹٫۳۹۱ g/mol می‌باشد. 